# فرودگاه کولپاشفو
فرودگاه کولپاشفو (به روسی: Аэропорт Колпашево) فرودگاهی عمومی واقع در کولپاشفو در کشور روسیه است.